# Canmore (Alberta)
Canmore ist eine Kleinstadt in Alberta, Kanada, etwa 110 km westlich von Calgary. Sie liegt unmittelbar östlich des Banff National Park im Bow Valley, in den Ausläufern der Front Range der kanadischen Rocky Mountains am Fuß der Three Sisters.
Offiziell benannt wurde Canmore 1884 von einem Angestellten der Canadian Pacific Railway. 1887 eröffnete das erste Kohlebergwerk, und die Kohlenindustrie war bis zur Schließung der Canmore Mines Ltd. im Jahr 1979 ein wichtiger Wirtschaftsfaktor.  Seitdem entwickelte sich der Tourismus zum wichtigsten Wirtschaftszweig von Canmore, nicht zuletzt durch die Austragung der Skilanglauf- und Biathlonwettbewerbe der Olympischen Winterspiele 1988 im Canmore Nordic Centre.
Den Status einer Kleinstadt (Town) hat die Gemeinschaft seit 1966. Seit ihrer offiziellen Gründung 1965 hatte die Siedlung den Status eines Dorfes (Village).

## Demographie
Der Zensus im Jahr 2021 ergab für die Stadt eine Bevölkerung von 15.990 Einwohnern, nachdem der Zensus im Jahr 2016 für die Gemeinde noch eine Bevölkerung von nur 13.992 Einwohnern ergeben hatte. Die Bevölkerung hat damit im Vergleich zum letzten Zensus im Jahr 2016 deutlich stärker als der Trend in der Provinz um 14,3 % zugenommen, während der Provinzdurchschnitt bei einer Bevölkerungszunahme von 4,8 % lag. Im letzten Zensuszeitraum von 2011 bis 2016 hatte die Bevölkerung leicht überdurchschnittlich um 13,9 % zugenommen, bei einer durchschnittlichen Bevölkerungszunahme von 11,6 % in der Provinz.
Im Rahmen des „Census 2021“ wurde für die Gemeinde ein Medianalter von 42,8 Jahren ermittelt. Das Medianalter der Provinz lag 2021 bei nur 38,4 Jahren. Das örtliche Durchschnittsalter lag zum Erhebungszeitpunkt bei 42,7 Jahren, bzw. bei 39,0 Jahren in der Provinz. Beim „Census 2016“ wurde für die Gemeinde noch ein Medianalter von nur 41,4 Jahren ermittelt sowie für die Provinz von 36,7 Jahren bzw. ein örtliches Durchschnittsalter von 40,9 Jahren und in der Provinz von 36,7 Jahren.

## Söhne und Töchter der Stadt
- Chandra Crawford (* 1983), Skilangläuferin
- Rosanna Crawford (* 1988), Biathletin
- Sarah Murphy (* 1988), neuseeländisch-kanadische Biathletin und Skilangläuferin
- Tatiana Vukadinovic (* 1988), Biathletin
- Scott Gow (* 1990), Biathlet
- Macx Davies (* 1992), Biathlet
- Christian Gow (* 1993), Biathlet
- Aidan Millar (* 1995), Biathlet
- Connor Howe (* 2000), Eisschnellläufer
- Britt Richardson (* 2003), Skirennläuferin